# Shadowgrounds
Shadowgrounds est un jeu vidéo de type shoot 'em up en vue de dessus développé par Frozenbyte. Il est sorti à partir de novembre 2005 sur Windows, Linux et OS X.
Le jeu se déroule dans une colonie spatiale sur Ganymède qui a été attaquée par des extraterrestres.